# Robert Schnerb
Robert Schnerb (* 20. Dezember 1900 in Dijon; † 30. Oktober 1962 in Coudes) war ein französischer Historiker, der sich mit der Französischen Revolution, dem Zweiten Kaiserreich und Wirtschaftsgeschichte befasste.

## Leben
Schnerb stammte aus einer jüdischen Familie von Kaufleuten ursprünglich aus dem Elsass. Er studierte in Paris bei Albert Mathiez, erwarb sein Lizenziat 1920, sein Diplom (Diplôme d’Etudes supérieures) über Bernard de Saintes (1751–1818, Abgesandter des Nationalkonvents in der französischen Revolution in der Côte d’Or) 1921 und wurde 1923 beim Wettbewerb der Agrégation Zweiter. Danach unterrichtete er am Lycèe Blaise-Pascal in Clermont-Ferrand. Dort begann er seine Dissertation über die Ereignisse der französischen Revolution in der Region Puy-de-Dôme bei Mathiez zu schreiben. Er behandelte damit die Revolutionsereignisse bei kleinen Leuten in der Provinz (neben Puy-de-Dome auch im Elsass und in der Bourgogne), was damals neuartig war und den Intentionen der Annales-Schule um Lucien Febvre und Marc Bloch nahekam. In Clermont-Ferrand befreundete er sich auch mit Georges Lefèbvre. Nach dem Tod von Albert Mathiez 1932 geriet seine Dissertation in Gefahr. Zwar erklärte sich der Sorbonne-Professor Philippe Sagnac bereit, sie zu betreuen, scheiterte jedoch an der Historiker-Jury, die sie beurteilen sollte, trotz Fürsprache von Febvre und Lefebvre und des Rufes, den er sich schon durch eine Reihe von Artikeln über Wirtschaftsgeschichte erworben hatte.
In den 1930er Jahren war er auch politisch gegen die Faschisten aktiv und Sekretär des Comité de vigilance des intellectuels antifascistes (CVIA) in Clermont-Ferrand. Er unterrichtete ab 1937 zwei Jahre in Sceaux und dann wieder in Clermont-Ferrand. Im Zweiten Weltkrieg musste er sich mit seiner Frau (Heirat 1928), ebenfalls Geschichtslehrerin, wegen der anti-jüdischen Gesetze des Vichy-Regimes auf dem Land verstecken. Nach Clermont-Ferrand war unterdessen im Zweiten Weltkrieg die Universität Straßburg exiliert, darunter Marc Bloch und als Student der spätere Schüler von Schnerb Jean Bouvier (1920–1987). Nach dem Krieg erhielt er zu seiner Enttäuschung nicht die Professur an der Universität in Clermont-Ferrand und trat bald darauf auch von seinem Posten als Gymnasiallehrer zurück und widmete sich der Forschung. Er war in Kontakt mit vielen Historikern insbesondere der Annales-Schule (er veröffentlichte viel in deren Zeitschrift Annales) und schrieb eine auch in mehrere Fremdsprachen übersetzte Gesamtschau über das 19. Jahrhundert. Seine Frau Madeleine Schnerb (geborene Liebschütz) sorgte nach seinem Tod noch für die Herausgabe einiger Werke aus dem Nachlass und veröffentlichte 1964 einen Erinnerungsband mit unveröffentlichten Aufsätzen.
Er war Mitarbeiter der Zeitschrift L´Information historique.

## Schriften
- Das bürgerliche Zeitalter. Europa als Weltmacht 1815–1914, Kindlers Kulturgeschichte, 1971
  - Französisches Original: Le XIX siècle – l’apogee de l’expansion europénne (1815–1914), Histoire générale des Civilisations, Presse Universitaire de France (PUF), 1955.
- Rouher et le Second Empire, Paris, A. Colin, 1949.
- Libre échange et protectionnisme, Que sais-je?, PUF, Paris, 1963.
- mit Jean Bouvier Deux siècles de fiscalité française, XIXe–XXe siècles : histoire, économie, politique, Mouton, 1973.

Er unterstützte auch Henri Sée bei dessen Buch Histoire économique de la France : les temps modernes (1789–1914), Paris, A. Colin 1951. 